# 矢崎堅太郎
矢崎 堅太郎（矢﨑 堅太郎、やざき けんたろう、1967年9月29日 - ）は、日本の政治家。立憲民主党所属の衆議院議員（1期）。姓の「崎」の正字は「﨑」（異体字、いわゆる「たつさき」）である。

## 経歴
東京都杉並区に生まれる。10歳の時に千葉県東葛飾郡浦安町（現在の浦安市）に移る。浦安町立見明川小学校、浦安市立見明川中学校、千葉県立市川東高等学校を経て、駒澤大学法学部政治学科卒業。卒業後、富士銀行に入行する。富士銀行では中小企業を対象とした、預金や融資・資金繰りを担当し、各地を渡り歩いた。
富士銀行本店事務推進部への異動が決まった頃に、 民主党千葉県総支部が県議会議員候補を募集していることを知り、これに応募。面接や書類審査などを経て、党公認が決まったのは、選挙の数ヶ月前だった。2007年4月、千葉県議会議員選挙に浦安市選挙区から民主党公認で立候補、選挙中、選挙のことは何も知らなかったが、民主党の先輩、ボランティアや友人の力を借り、選挙運動を行う。選挙カーは使用しないと決めていたため、自転車で選挙区を回り、早朝から通勤時間帯、帰宅時間帯から終電まで駅前に立ち、選挙の結果は当選となった。千葉県議は4期15年務め、2018年に所属していた民進党が解党した後は（旧）立憲民主党に入党した。
2019年10月29日、立憲民主党は次期衆院選千葉県第5区に矢崎を擁立すると発表。
2021年10月、第49回衆議院議員総選挙に千葉5区から立憲民主党公認で立候補。このため、公示日の同月19日付で千葉県議会議員は公職選挙法規定により退職（自動失職）となった。しかし、選挙では69,887票の次点に終わる。
2023年4月、薗浦健太郎の議員辞職に伴う欠員補充となる衆議院千葉5区補欠選挙に立憲民主党公認で立候補するが、主要政党を中心に7人が立候補する乱戦となり、45,635票を獲得したが、自由民主党の新人候補・英利アルフィヤに敗れ、次点となった。
2024年10月、第50回衆議院議員総選挙で千葉5区から立憲民主党公認で立候補し、主要政党6人による再び乱戦となったが、66,031票を獲得して前職の英利、国民民主党新人で元浦安市議会議員の岡野純子などの候補を破り、初当選を果たした（英利、岡野は比例復活で同選挙区から3人が当選した）

## 不祥事
不倫問題
2024年11月14日発売の週刊新潮は、矢崎が既婚者の女性とダブル不倫の関係にあり、第50回衆議院議員総選挙の前の10月4日にその女性と示談書を取り交わしたと報じた。発売日と同日の14日、矢崎は立憲民主党幹事長の小川淳也から口頭注意を受けた。

## 選挙歴
| 当落 | 選挙                     | 執行日         | 年齢 | 選挙区       | 政党         | 得票数    | 得票率 | 定数 | 得票順位 /候補者数 | 政党内比例順位 /政党当選者数 |
| ---- | ------------------------ | -------------- | ---- | ------------ | ------------ | --------- | ------ | ---- | ------------------ | ---------------------------- |
| 当   | 2007年千葉県議会議員選挙 | 2007年4月8日   | 39   | 浦安市選挙区 | 民主党       | 1万409票  | ーー   | 2    | 2/5                | /                            |
| 当   | 2011年千葉県議会議員選挙 | 2011年5月22日  | 43   | 浦安市選挙区 | 民主党       | 1万1739票 | ーー   | 2    | 2/3                | /                            |
| 当   | 2015年千葉県議会議員選挙 | 2015年4月11日  | 36   | 浦安市選挙区 | 民主党       | 1万2194票 | ーー   | 2    | 2/3                | /                            |
| 当   | 2019年千葉県議会議員選挙 | 2019年4月7日   | 40   | 浦安市選挙区 | 旧立憲民主党 | 1万9233票 | ーー   | 2    | 1/3                | /                            |
| 落   | 第49回衆議院議員総選挙   | 2021年10月31日 | 54   | 千葉県第5区  | 立憲民主党   | 6万9887票 | 29.31% | 1    | 2/4                | 11/5                         |
| 落   | 第49回衆議院議員補欠選挙 | 2023年4月11日  | 55   | 千葉県第5区  | 立憲民主党   | 4万5635票 | 27.59% | 1    | 2/7                | /                            |
| 当   | 第50回衆議院議員総選挙   | 2024年10月27日 | 57   | 千葉県第5区  | 立憲民主党   | 6万6031票 | 30.60% | 1    | 1/5                | /                            |

## その他
- 中学から大学までテニス部に所属した[1]。
- 中学時代に生徒会長を務めた[1]。
- 富士銀行時代に窓口担当の女性行員と職場結婚をした[1]。
- 千葉県議時代に野球とサッカーのサークルに所属。地元の草野球チームにも入団[1]。